# Kramikske
Kramikske is een Belgische stripreeks die ontstond in 1970, getekend door striptekenaar Jean-Pol.

## Geschiedenis
Van 1982 tot 1992 was Dirk Stallaert ook assistent van Jean-Pol voor deze stripreeks. Daniël Jansens bedacht de verhalen. De albums werden vanaf 1976 uitgegeven door uitgeverij Het Volk. De stripreeks werd in 2010 stopgezet. Kramikske verscheen wekelijks van 1970 tot eind 1989 (behalve tijdens de grote vakanties) in De Volksmacht. Jean-Pol tekende in totaal 743 gags van Kramikske.

## Personages
Kramikskeeen guitige bakkersjongen die op zijn bakkersfiets allerlei avonturen meemaakt. Hij woont in bij bakker Jansens in Winkelse. Meestal haalt hij allerlei streken uit met zijn baas en juffrouw Welgemoedt.
bakker Jansenseen typische bakker met bakkersmuts, schort en een sjaal rond z'n nek. Hij is optimistisch van aard, en blijft geloven dat Kramikske ooit een goede opvolger wordt.
juffrouw Welgemoedtdeze eigenwijze vrouw is de eerste vrouwelijke politieagente in een Vlaamse strip. Ze gaat nogal kwistig met haar boekje om pv's uit te delen. Ze is een zeer lastige klant en ze houdt enkel van haar kat Maxime.
Maximede poes van juffrouw Welgemoedt. Het is een raskater en bijgevolg gedraagt hij zich hautain. Hij eet graag taart van bakker Jansens, en is dan ook dik, lui en vadsig.
Bertjeeen slagersjongen die werkt in slagerij Bontekoe. Hij is de beste vriend van Kramikske, behalve als bieke in de buurt is. Bertje is een slimme kerel en handige knutselaar.
Zulmade geit van Bertje. Ze kan vliegen als Batman en is supersterk. Haar staart is een heel bijzonder schroef.
Biekeeen slim meisje, dat haar intelligentie gebruikt om Kramikske en Bertje te laten rivaliseren om haar gunsten. Al bij al heeft ze een goed karakter, maar we zullen nooit weten wie van beide ze het liefste ziet.
Melchior, Kaspar en Balthazarin de beginjaren werd Kramikske vergezeld door 3 witte muizen, ze zijn heel verstandig en leren constant bij over de vreemde mensenwereld dankzij hun jonge meester
de Zweudeen merkwaardige inwijkeling van Winkelse. Net als in z'n naam gebruikt hij constant de tweeklank 'eu'. Hij maakt zich meestal vlug kwaad omdat niemand hem verstaat.
Van Onder en Van Boventwee inspecteurs die om de haverklap de bakkerij induiken om deze van onder tot boven te controleren. Ze spreken een ambtelijke taal die nauwelijks begrijpbaar is.

## Albums
Het album Punch en Judy is een herwerkte versie van Koekplankenkoorts. Het verhaal De kolonelssirtaki werd later ook herwerkt naar Teddy en de Tiran.

### Vervolgverhalen in de krantHet Volk
- 20. De verboden vrucht, van april tot augustus 1991
- 21. De heilige geit, van 19 augustus tot 30 november 1992 (in 2010 als album uitgegeven)

### Buiten reeks
1. Om te lachen, 1990
2. Om je krom te lachen, 1991
3. Loeiend hard, 1991

### Integraal
Tussen 2016 en 2019 werd een integrale uitgave van Kramikske in vier delen uitgebracht, waarin een dossier en enkele van bovenstaande vervolgverhalen in zwart-wit worden opgenomen, meer bepaald de lijst van 21 verhalen. De reeks werd door Saga uitgegeven.

### Eigen uitgave
De schrik van het dorp, 2023.
Naar aanleiding van het stripfestival in Knokke-Heist, editie 2023, met als thema 'politie in de strip', kreeg Jean-Pol het idee om een stripalbum op te zetten met als centraal personage, politieagente Welgemoedt. In maart 2023 vierde Jean-Pol zijn 80ste verjaardag. Hij beschouwde het album als een cadeautje aan zichzelf. Het album kreeg een beperkte oplage en was niet verkrijgbaar in de boekhandel, maar alleen bij een bakker in Wilsele en een schoonheidssalon in Heverlee.  

## Trivia
- Winkelse, waar Kramikske woont, is een verwijzing naar een deelgemeente van Leuven (waar Jean-Pol geboren is), namelijk Winksele
- Kramikske is ook te gast in de strip Bij Fanny op schoot, waar hij verliefd wordt op Fanny.
- Op de cover van het album De Jobhopper uit de F.C. De kampioenen-reeks zie je het hoofd van Kramikske.
- Kramikske staat nu nog bij bepaalde Vlaamse bakkerijen op gevels of op lichtreclame als symbool voor warme bakker.
- Kramikske komt in de Samson en Gert stripreeks zelf als personage voor, namelijk in album De stoomtrein.
- In elk vakantieboek van Samson en Gert staan dertien gags van Kramikske. Soms duiken Samson en Gert op in het verhaal.
- Kramikske is te zien in de strip Avontuur in de 21e eeuw, hij is dan een oud mannetje in een rusthuis, z'n deegrol is omgevormd tot een wandelstok.
- Punch en Judy is een geactualiseerde bewerking van Koekplankenkoorts, en Teddy en de Tiran van De kolonelssirtaki. Doordat de politieke context van het Griekenland onder de militaire junta naar de achtergrond is verschoven, werd het verhaal een stuk minder actueel. Ook de verzetsstrijder, een kloon van de Griekse zanger Mikis Theodorakis, is inmiddels gedateerd.